# Prosopeia splendens
Il pappagallo splendente cremisi (Prosopeia splendens (Peale, 1848)) è un uccello della famiglia degli Psittaculidi, endemico delle isole Figi.